# 14 Batalion Dowodzenia
14 Przemyski batalion dowodzenia (14 bdow) – samodzielny pododdział dowodzenia Wojska Polskiego.

## Odznaka pamiątkowa
Odznaka ma kształt koła o średnicy 40 mm, którego obwód stanowi pierścień ze złotym napisem na zielonym tle PRZEMYSKI BATALION DOWODZENIA. W górnej części pierścień przemienia się w złote zakończenia półwieńców laurowego i dębowego. Centrum odznaki stanowi krzyż kawalerski o srebrnych krawędziach i niebieskich ramionach z  nałożonym srebrnym orłem ze złotą koroną i złotymi szponami. Na piersi orła mała okrągła tarcza ze złotym rysunkiem szyszaka rycerskiego z wystającym ponad nią skrzydłem husarskim. Na przecięciu ramion krzyża duża okrągła tarcza ze złotymi promieniami na czerwonym tle. Na dolnym ramieniu umieszczono cyfrę 14. Między ramionami  pojedyncze błyskawice. 
Wykonana została w pracowni metaloplastycznej Zdzisława Adama Kowalskiego w Lublinie.